# Mark Solms

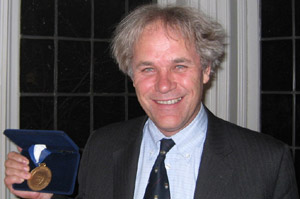
Mark Solms (2008)

Mark Leonard Solms (* 17. Juli 1961 in Lüderitz, Namibia) ist ein südafrikanischer Neurowissenschaftler, Psychologe, Psychoanalytiker, Leiter der Abteilung für Neuropsychologie am Groote Schuur Hospital in Kapstadt sowie seit 2005 Professor für Psychiatrie am Mount Sinai Hospital in New York, sowie Herausgeber und Übersetzer der Complete Neuroscientific Works (Gesammelten Neurowissenschaftlichen Werke) von Sigmund Freud. Solms strebt eine Synthese aus Neurologie und Psychoanalyse an und war Gründungsherausgeber der Zeitschrift Neuro-Psychoanalysis, deren Beirat Hirnforscher wie Antonio Damasio oder Wolf Singer angehören.

## Leben und Werk
Mark Solms war nach einem Unfall seines kleinen Bruders von dessen Charakterveränderung überrascht und studierte daher Psychologie und Neuropsychologie an der Witwatersrand-Universität in Johannesburg. Er promovierte 1992 und war aufgrund seiner Untersuchungen überzeugt, dass Träume auf eigener Steuerung basieren, somit nicht ohne biologische Funktion und kein „Nebenprodukt“ der REM-Schlafphase sind. Er meint, der REM-Schlaf werde zwar im Hirnstamm ausgelöst, doch Träume entstünden erst durch das Zusammenspiel mehrerer Gehirnareale.
Solms arbeitete als Leiter der neurologischen Station im Groote Schuur Hospital vor allem mit Patienten, die unter enormen Bewusstseinsstörungen leiden. Sein Schlüsselerlebnis ist der Fall eines jungen Mannes, bei dem die Ärzte einen Gehirn-Tumor dort entdeckten, wo normalerweise Träume entstehen sollten. Ungewöhnlich ist, dass der Patient eines Morgens von einem Albtraum erzählt, denn nach dem Eingriff dürfte er überhaupt keine Träume mehr haben.
Tatsächlich schlafen jene Menschen traumlos, bei denen Nervenbahnen im Inneren des Mittelhirns zerstört worden sind. Untersuchungen bestätigen, dass Träume in der vernetzten Struktur hinter unseren Augen entstehen. Aktiviert wird das dopamingetriebene Suchsystem – das für Traumprozesse im Gehirn entscheidende Botenstoffsystem – immer bei Appetenzzuständen, wenn wir etwas Bestimmtes wie Essen, Trinken oder Nikotin wollen. Es ist das grundlegende instinkthafte Antriebssystem des Menschen. Für Solms sind im Traum daher Hirnregionen aktiv, die für Instinkte, Emotionen und Wünsche verantwortlich zeichnen. Zugleich sind äußere Regionen des Gehirns – für Ratio und Logik zuständig – stark herabgesetzt und können daher die unmittelbaren Emotionen und Instinkte nicht mehr in Schach halten: die bizarre Logik des Traums und des Unbewussten dominiert. Solms kreierte eine neue Forschungsrichtung, die Neuropsychoanalyse – die Thesen Freuds gewinnen erneut an Aktualität. Gleichzeitig möchte Solms auch die Neurowissenschaften verändern und psychoanalytisch erweitern: um das Triebhaft-Emotionale, das dynamische Unbewusste und die subjektive Erlebnis- und Erfahrungsperspektive des Menschen. Er versucht daher, bestimmte neurowissenschaftliche Erklärungen von Wahrnehmungsstörungen (Neglect) oder Phantasietätigkeiten (Konfabulation) psychoanalytisch zu ergänzen oder neu zu gewichten. Er arbeitet auch an einer neuropsychoanalytischen Neuinterpretation der Depression.
Seit 2005 ist Mark Solms Lehrstuhlinhaber in New York. Er wirkte bzw. wirkt als Facharzt für Neurophysiologie am Anna Freud Center, Professor für Neuropsychologie der Universität Kapstadt, als Ehrenvortragender der Neurochirurgie am St Bartholomew’s Hospital und der Royal London School of Medicine, Lehrer der Psychologie am University College in London, Direktor des International Neuro-Psychoanalysis Centre in London und des Arnold Pfeffer Center für Neuro-Psychoanalyse am New York Psychoanalytic Institute. Unter dem Namen Neuropsychoanalysis gründete er eine internationale Fachgesellschaft für Neuro-Psychoanalyse und hat in zahlreichen neurowissenschaftlichen und psychoanalytischen Zeitschriften publiziert, sowie mehrere Bücher verfasst. 2007 wurde er zur Sigmund-Freud-Vorlesung nach Wien eingeladen.
Auf seinem Weingut in Südafrika hat er eine Ausstellung zur Sklavengeschichte der Region aufbauen lassen. „Wer als Weißer im Apartheidsystem aufgewachsen ist, schuldet diesem Land etwas.“ Deshalb hat er die Hälfte seines Landes einer Stiftung und damit den Angestellten der Farm überschrieben. Sie sind zu 50 Prozent am Gewinn von Solms-Delta beteiligt. Mark Solms ist mit der Psychoanalytikerin Karen Kaplan-Solms verheiratet.

## Zitate
„Es gibt kaum etwas, das schwieriger zu untersuchen ist als das subjektive Erleben von Menschen. Die Psychoanalyse macht mit Sicherheit mehr Annahmen über seelische Vorgänge, als man aus der Verhaltensbeobachtung allein ableiten kann. Schlimmer noch: Sie bietet keinerlei Möglichkeiten, zwischen unterschiedlichen, miteinander konkurrierenden Theorien zu entscheiden. Ihre Methode, die in der Deutung klinischer Symptome besteht, hat mit wissenschaftlicher Hypothesentestung nicht viel gemein. Ich weiß, dass Freud und die meisten seiner Nachfolger genau das Gegenteil behaupteten. Aber sehen Sie sich nur die Vielzahl verschiedener psychoanalytischer Schulen an – da wird einem schnell klar, dass die empirische Forschung hier nur wenig ausrichten kann.“

## Auszeichnungen
- 2001 Psychiatrist of the year
- 2007 Sigmund-Freud-Vorlesung in Wien

## Deutschsprachige Publikationen
- Das Gehirn und die innere Welt. Gemeinsam mit Oliver Turnbull. Walter, Düsseldorf 2004; Patmos, Düsseldorf 2007.
- Neuro-Psychoanalyse – Eine Einführung mit Fallstudien. Gemeinsam mit Karen Kaplan-Solms. 2. Auflage. Klett-Cotta, Stuttgart 2005.
- Hundert Jahre „Traumdeutung“ von Sigmund Freud. Gemeinsam mit Ilse Grubrich-Simitis und Jean Starobinski. Fischer-Taschenbuch, Frankfurt am Main 2000.

## Nachweise
1. 1 2  CV Mark Leonard Solms. Abgerufen am 3. Dezember 2024 (englisch).
2. ↑  The Scientific Standing of Psychoanalysis with Mark Solms, Ph.D. at NYPSI – archive. 17. März 2017, abgerufen am 3. Dezember 2024 (amerikanisches Englisch).
3. ↑  Prof. Mark Solms · CPD courses & CPD points · South Africa. Abgerufen am 3. Dezember 2024 (englisch).
4. ↑  My brother, our farm, and seeking the source of consciousness — Mark Solms. 25. März 2021, abgerufen am 3. Dezember 2024 (australisches Englisch).
5. ↑  http://www.3sat.de/3sat.php?http://www.3sat.de/nano/cstuecke/88442/index.html
6. ↑  https://www.psychotherapie-wissenschaft.info/index.php/psy-wis/article/view/27/122
7. ↑  Neuropsychoanalysis. Abgerufen am 22. Mai 2018 (englisch): „The Neuropsychoanalysis Association is an international network of non-profit organizations that support a dialogue between the neurosciences and psychoanalysis.“
8. ↑  Claudia Ruby: Hirnforschung: Fänger der Träume. In: zeit.de. 9. März 2006, abgerufen am 27. Januar 2024.
9. ↑  https://www.spektrum.de/pdf/gug-06-01-s050-pdf/833297